# Мидхат-паша
Ахме́д Шефи́к Мидха́т-паша́ (осман. احمد شفیق مدحت پاشا‎ / Ahmed Şefîk Midhat Pâşâ, тур. Ahmet Şefik Mithat Paşa; 18 октября 1822, Русе — 8 мая 1884, Таиф) — османский государственный деятель. Два раза был садр-аземом Османской империи. При правлении Абдул-Азиза (1861—1876) был активным защитником реформ. Был организатором государственного переворота в мае 1876 года. 23 декабря 1876 года была принята первая турецкая конституция. Её иногда ошибочно называют «Конституцией Мидхата».

## Биография
Мехмед Эшреф (отец Ахмеда) родился в Русе. Детство провёл в Стамбуле, в Видине, в Ловече. Получил хорошее образование и воспитание. Говорил на арабском, фарси и немного на французском. Служил на различных постах. В 1842—1846 работал в Дамаске и в Сайде. После 1846 служил в Конье и в Кастамону. В 1854 служил в силовых структурах под командованием садр-азема Мехмеда Эмина Кыбрыслы и участвовал при подавлении восстаний на Балканах.

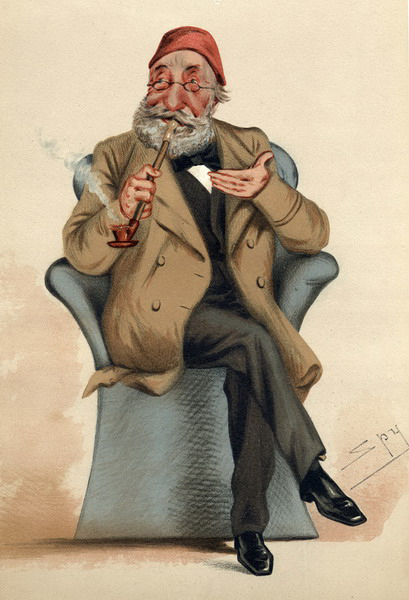
Мидхат-паша на обложке «Vanity Fair», 30 июня 1877

В 1857 после восстановления порядка в Болгарии Мидхат-паша совершает шестимесячную поездку по крупным столицам Европы. После возвращения в Стамбул ему было поручено расследование заговора против Абдул-Меджида. В 1861, будучи визирем, становится губернатором Ниша. Вследствие удачно проведённых реформ Абдул-Меджид поручает Мидхату выработать программу проведения дальнейших реформ. В 1864 Силистре, Видин и Ниш объединились в Дунайский вилайет. Во главе этого вилайета стал Мидхат-паша. Мидхат-паша активно участвовал в административной реформе, которая проводилась в 1864—1867.
В 1876 году султан Абдул-Азиз был убит. Попав в немилость у нового султана Абдул-Хамида II, Мидхат-паша был в 1877 году выслан из страны. Год спустя султан разрешил ему вернуться и назначил губернатором Сирии, а через два года — губернатором провинции Измир. В мае 1881 года Мидхат-паша был арестован и в июне того же года на судебном процессе по делу об убийстве султана Абдул-Азиза был приговорён к смертной казни. По просьбе британского правительства Абдул-Хамид II заменил смертную казнь пожизненным заключением. Мидхат-паша был отправлен отбывать наказание в крепости Таиф (сегодня территория Саудовской Аравии). 8 мая 1884 года он был убит в тюрьме Таифа охранниками.